# Onderzeeverblijf

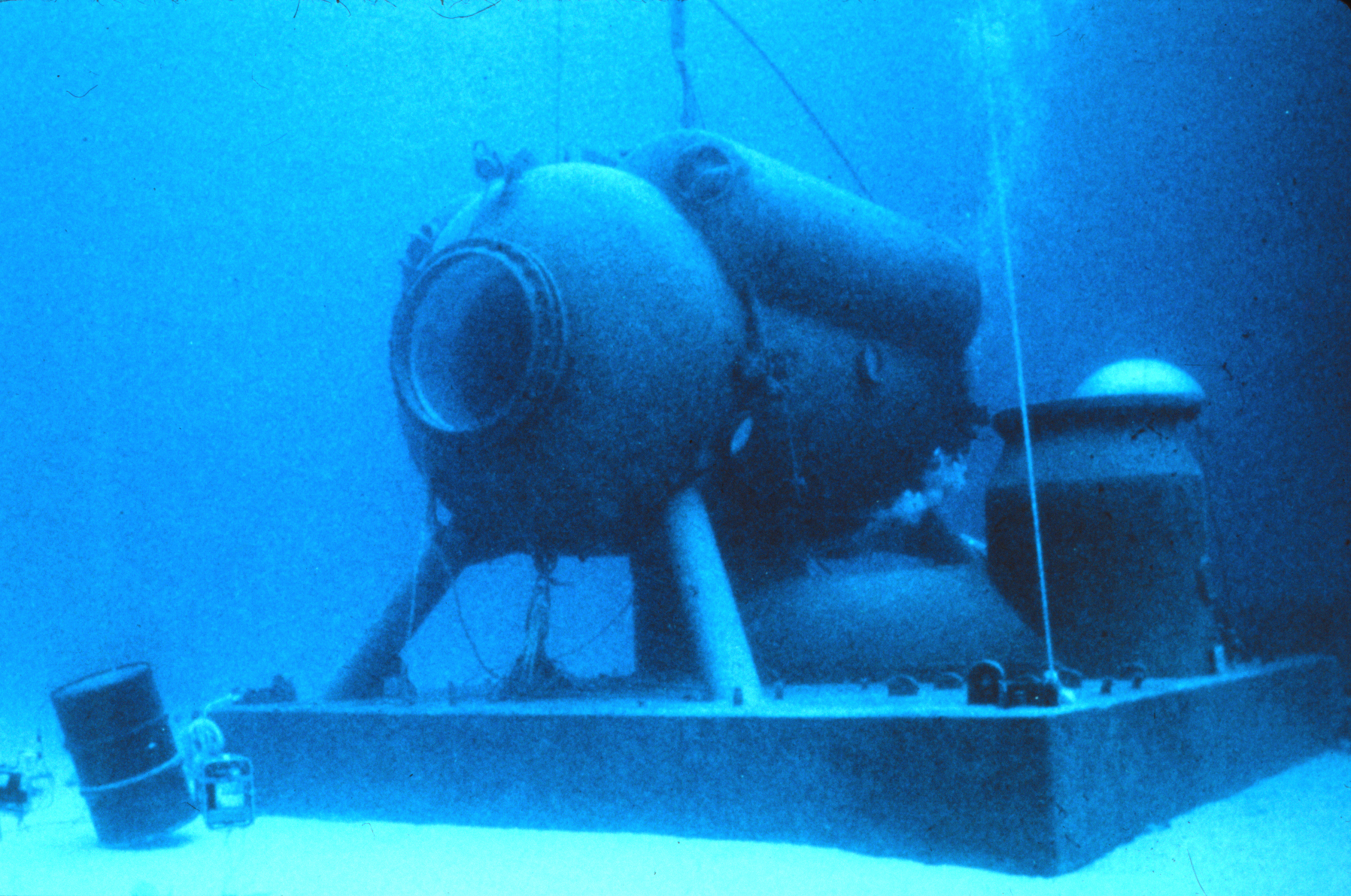
Hydrolab, een onderzeeverblijf van het Amerikaanse National Oceanic and Atmospheric Administration

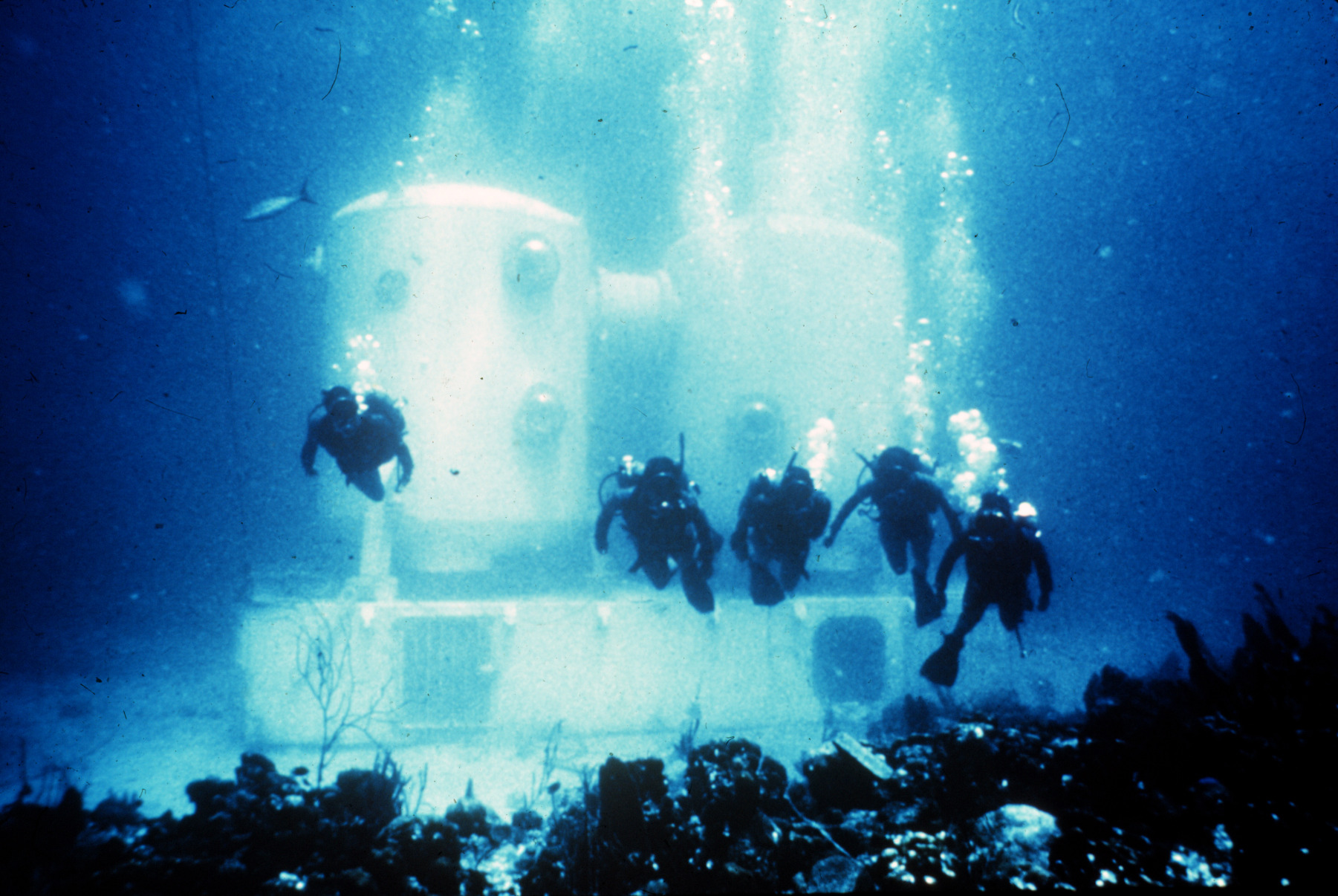
Het onderzeeverblijf Tektite I

Een onderzeeverblijf is een diepzeeverblijf voor duikers en kikvorsmannen, die langdurig onder water moeten werken en er zich kunnen terugtrekken naar deze onderzeeverblijven, zonder dat ze naar de oppervlakte moeten komen.
Een onderzeeverblijf is meestal een knalgeel geverfde ovaalronde onderwaterbehuizing, die rust op verscheidene steunpoten, die op de grillige oneffen zeebodem staan. Deze poten kan men uitzetten naargelang de bodemgesteldheid, zodat het duikersverblijf horizontaal en stabiel blijft staan, ondanks de onderzeese stromingen. Men heeft bewust deze knalgele kleur gekozen omdat de kleuren in de diepzee vervagen naar donkere kleuren. Zodoende ziet de duiker zijn onderzeese woon- en werkterrein van op afstand staan. 
Onderaan het verblijf is een sasopening waar de duikers in en uit kunnen komen. Deze sasopening-mangat is bovenaan open zodat de duikers in zee kunnen afdalen, zonder dat het water in het onderwaterverblijf kan binnen komen, dankzij de constante luchtdruk in de duikruimtecompartiment. Via een sasdeur komt men in de werk- en woonvertrekken. Als iedereen binnen is, wordt het duikgat met een mangatdeksel afgesloten en beveiligd met vier draaischarnieren en een draaiwiel, dit natuurlijk voor de veiligheid.
De onderwaterverblijven variëren van zowel als grootte als aan comfort. Sommige onderwaterverblijven worden constant bewoond door onderzoeksteams, die in comfort in deze stalen woonconstructies werken en leven. Sommige mensen dromen ervan om in de verre toekomst onderzeese steden te bouwen, omdat ooit misschien het woongebied aan de oppervlakte overbevolkt zal raken.

## Tektite II
Een onderzeeverblijf - compleet met zeewaterdouches en vast tapijt - was een comfortabele basis voor de duikers-geleerden van de Tektite II, zo genoemd naar glasachtige meteorieten. In 1970 namen diverse teams - waaronder een bestaande uit vijf vrouwen - achtereenvolgens wekenlang deel aan dit project bij Saint John op de Maagdeneilanden.
De teams deden onderzoek op de bodem, terwijl andere geleerden aan de oppervlakte hun gedrag tijdens de strikte diepzee-isolatie observeerden; de gegevens waren en zijn bruikbaar, ook voor het vinden van methoden die het voor de mens in de toekomst mogelijk kunnen maken de zeebodem te ontginnen.
De bolronde vensters - voor de druk - van het verblijf boden een weids uitzicht op de steeds veranderde onderwaterwereld - en ook op de door een vrouwelijke plantkundige verzamelde algen. Haar duikapparatuur zuiverde de uitgeademde lucht en maakte deze opnieuw geschikt voor inademing, waardoor een langer verblijf op de zeebodem mogelijk wordt en te veel koolstofdioxide in de bloedbaan werd vermeden.
In de controlekamer van de Tektite II hield een ingenieur van het team contact met het personeel aan de oppervlakte.
De duikers maten met een stolp de zuurstofproductie van poliepen.